# Deborah de Corral
Deborah de Corral (Buenos Aires, 16 de septiembre de 1975) es una cantante, música, conductora de televisión y modelo argentina. Comenzó su carrera como modelo publicitaria. En 1995 saltó a la fama como conductora del programa de televisión El Rayo, televisado inicialmente en América TV y luego en Canal 13. Desde mediados de la década de 1990 desarrolla principalmente una carrera como cantautora de rock y pop.

## Biografía

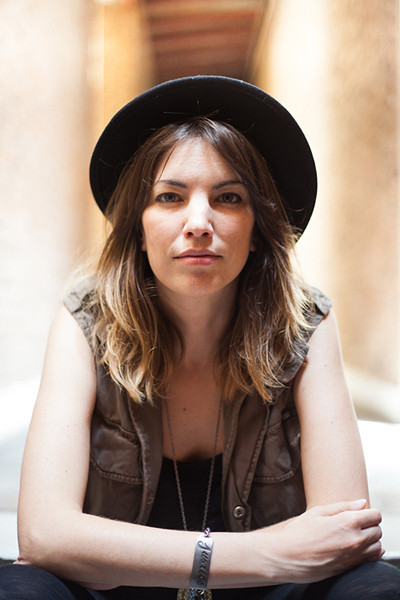
Deborah de Corral en 2013.

Incursionó en la música en el grupo Plum en 1995 con Charly Alberti. Junto a Gustavo Cerati participó en los coros del disco Siempre es hoy. En 2013 condujo el programa Algo De Mí por las pantallas del canal El Gourmet (llamado Elgourmet.com en ese momento). Luego de varias participaciones con otros músicos, a mediados del 2005 formó la banda Imperfectos, junto a Ezequiel Araujo y Leha. En 2010 cantó junto a los australianos INXS durante los Juegos Olímpicos de Invierno de Vancouver. En 2011 lanzó Nunca o una eternidad, su primer disco solista, el cual fue grabado en Montevideo, Buenos Aires, Chile y Miami y fue producido por Juan Campodónico y Cristián Heyne.

## Discografía

### Álbum(es) de estudio

#### Colaboraciones
- 1995: Plum (junto a Charly Alberti, Sony BMG)
- 2002: Siempre es hoy (junto a Gustavo Cerati, Sony BMG)
- 2014: Masiva (Warner Music Latina)

#### Solista
- 2011: Nunca o Una Eternidad (Warner Music Latina)
- 2016: Piel (PopArt Music)

### Sencillos
- 2011: Algo (Warner Music Latina)
- 2012: Irreal (Warner Music Latina)
- 2016: Piel (PopArt Music)

### Videos musicales
- 2011: Algo
- 2011: Como soy
- 2012: Irreal
- 2012: Este cielo
- 2012: The Ring
- 2012: Te espero
- 2012: Kamikaze
- 2012: Paranoia
- 2013: Todo el Oro
- 2013: Nadie sabe

## Uso en la cultura popular
- "Algo" fue utilizado en la banda sonora de la teleseries Dama y obrero y Soltera otra vez.
- "Irreal" fue utilizado los spots publicitarios de las tiendas de chile Johnson's.

## Medios audiovisuales

### Televisión
| Año           | Programa                        | Canal                                  |
| ------------- | ------------------------------- | -------------------------------------- |
| 1995          | Poliladron                      | Canal 13                               |
| 1995-1996     | El Rayo                         | América TV (1995) Canal 13 (1995-1996) |
| 2002          | Yo quiero ser famoso por un día | Telefe                                 |
| 2002          | 099 Central                     | Canal 13                               |
| 2013          | Algo de mí                      | elgourmet                              |
| 2016-2017     | Fuego, placeres terrenales      | Telefe                                 |
| 2017-presente | El Mejor Plan                   | Discovery Home & Health                |
| 2017          | Las Estrellas                   | eltrece                                |

### Radio
Metro 95.1
- Metrodance

### Cine
- Chicos Ricos (2000) de Mariano Galperin